# Wolfs-Täubling
Der Wolfs-Täubling oder der Gedrungene Täubling (Russula torulosa) ist ein Pilz aus der Familie der Täublingsverwandten. Es ist ein gedrungener Täubling mit einem purpurvioletten Hut und creme- bis ockerfarbenen Lamellen. Der mäßig scharf schmeckende, seltene Täubling kommt auf Kalkböden unter Kiefern vor.

## Merkmale

### Makroskopische Merkmale
Der Hut ist 3–8 cm breit, flach ausgebreitet und später in der Mitte vertieft. Der Rand ist scharf umgebogen. Die Huthaut ist glatt und hat einen anhaltend fettigen Glanz. Sie ist leicht schmierig und dunkel purpurviolett bis karminrot gefärbt. Manchmal ist sie auch grünlich marmoriert oder hat eine fast schwärzliche Mitte und einen heller rötlichen Rand.
Die Lamellen stehen recht dicht und sehr gleichmäßig und sind schmal und nicht untermischt. Sie sind zuerst hell cremefarben und später creme- bis trüb ockergelb gefärbt. Auch das Sporenpulver ist cremefarben bis hellocker.
Der gedrungene und stämmige Stiel ist 3–6 cm lang und 1–3 cm breit. Er ist recht fest, rot- bis blauviolett überhaucht und bereift. Die Stielbasis ist weiß, selten auch fast der ganze Stiel.
Das Fleisch ist dick und ungewöhnlich fest. Es ist weiß bis gelblich, unter der Huthaut rötlich violett. Es riecht deutlich nach frisch geriebenen Äpfeln und schmeckt weniger scharf als der nah verwandte Stachelbeer-Täubling. Die Schärfe entwickelt sich langsamer und klingt auch schon bald wieder ab, daneben schmeckt das Fleisch etwas bitter. Die Guajakreaktion ist langsam positiv.

### Mikroskopische Merkmale
Die verkehrt eiförmigen Sporen sind 6,7–9 µm lang und 5,7–7 µm breit. Sie sind warzig bis pustelartig und teilweise feinnetzig bis gratig verbunden. Die 0,6 µm hohen, halbkugeligen Warzen sind ziemlich zahlreich und deutlich amyloid. Der Apiculus misst 1,12–1,25 × 1 µm und der Hilarfleck 3 × 2,5 µm. Letzterer ist unregelmäßig geformt und am Rand kleinwarzig und ebenfalls deutlich amyloid.
Die Basidien sind 40–45 µm lang und 8–10 µm breit und haben vier Sterigmen.
Die Huthaut enthält schlanke Hyphen, die stark gelifiziert sind, und einige wenige, kaum auffallende Laticiferen. Die Zystiden sind bauchig bis spindelförmig, 65–150 µm lang und 8–12 µm breit. Sie färben sich mit Sulfovanillin schwarzgrau bis goldbraun. Sie sind auch auf der Lamellenschneide zahlreich.
Die Epikutis-Hyphen sind schlank, stehen aufrecht und sind an der Spitze stumpf. Sie sind 2–3,5 µm breit und haben kurze Endabschnitte. Die Pileozystiden sind zylindrisch, groß, 4–8,5 µm breit und am oberen Ende stumpf. Nur selten sind sie oben kopfig oder durch Septen unterteilt.

## Artabgrenzung
Der Wolfs-Täubling kann leicht mit anderen violett- bis purpurhütigen Täublingen aus der Untersektion Sanguinae verwechselt werden. Andere violett- oder purpurhütige und scharf schmeckende Täublinge haben entweder weißes Sporenpulver (Vertreter der Untersektion Atropurpurinae) oder sind viel kleiner und zerbrechlicher (Täublinge aus der Untersektion Violaceinae).
- Besonders ähnlich ist der Zitronenblättrige Täubling, dieser hat meist einen etwas längeren Stiel und riecht, wenn auch fruchtig, nicht nach geriebenen Äpfeln. Sein Fleisch und seine Lamellen färben sich mit Ammoniak rosa bis rötlich.
- Ebenfalls ähnlich ist der Stachelbeer-Täubling, der aber fast ausschließlich unter Fichten vorkommt und saure und gern auch feuchtere Böden bevorzugt.
- Auch der sehr seltene Dunkelrote Stachelbeer-Täubling kommt auf sauren Böden unter Fichten vor.[4]

## Ökologie
Der Wolfs-Täubling ist wie alle Täublinge ein Mykorrhizapilz, der fast ausschließlich mit der Waldkiefer eine Partnerschaft eingeht.
Man findet den Täubling daher unter Waldkiefern an sonnigen Waldrändern, auf Wacholderheiden, Halbtrockenrasen oder Steppenrasen. Der Pilz mag flachgründige, trockene bis mäßig frische, basenreiche, aber nährstoffarme Böden über Kalkstein oder Mergeln.
Die Fruchtkörper erscheinen von Juli bis Anfang November. Man findet den Pilz im Hügel- und Bergland.

## Verbreitung

Europäische Länder mit Fundnachweisen des Wolfs-Täublings.
Legende:
Länder mit Fundmeldungen
Länder ohne Nachweise
keine Daten
außereuropäische Länder

Der Wolfs-Täubling ist eine meridionale bis temperate Art, die auf den Kanaren, in Nordafrika (Marokko), Nordasien (Mongolia) und Europa vorkommt.
In Deutschland ist der Täubling sehr selten. Etwas häufiger kommt er noch in Süddeutschland sowie in Thüringen vor. Im Flachland fehlt die Art ganz. Der Wolfs-Täubling ist vor allem durch die Umwandlung von Wacholderheiden und südexponierten Waldrändern über Kalk sowie durch Düngung seiner Standorte stark gefährdet. Auf der Roten Liste wird die Art in der Gefährdungskategorie RL2 aufgeführt.

## Systematik

### Infragenerische Systematik
Innerhalb der Sektion Firmae wird der Wolfs-Täubling in die Untersektion Sanguinae (nach Bon) gestellt. Diese Untersektion vereinigt scharf schmeckende Täublinge mit roten bis violetten Hüten und creme- bis ockerfarbenem Sporenpulver.

### Unterarten und Varietäten
- Russula torulosa f. luteovirens  Boud. ex Bon (1986)

Der Hut ist 4–9 cm breit, ocker bis mehr oder weniger grün, mit glänzender, kaum abziehbarer Huthaut und glattem Rand. Die Lamellen sind cremefarben, so wie auch das Sporenpulver. Der Stiel ist sehr kurz, etwa so lang wie der halbe Durchmesser des Hutes. Das Fleisch ist fest und scharf. Man findet den Täubling in sandigen Kiefernwäldern.

## Bedeutung
Der Wolfs-Täubling ist kein Speisepilz.